# Plesiodiadema
Genre
Plesiodiadema est un genre d'oursins abyssaux de la famille des Aspidodiadematidae.

## Description et caractéristiques
Les Plesiodiadema sont des oursins réguliers : leur test (coquille) est de forme ronde, la large bouche (« péristome ») est située au centre de la face orale (inférieure) et l'anus (« périprocte ») à l'opposé (au sommet du test, appelé « apex »), avec les orifices génitaux et le madréporite.
Leur test est relativement petit, presque sphérique ; les plaques sont fermement imbriquées, même si l'ensemble demeure délicat. 
Le disque apical est monocyclique, avec un anneau périproctal circulaire. 
Les ambulacres sont droits et relativement étroits et unisériés, avec des paires de pores non conjugués. 
Les plaques ambulacraires sont pseudocomposées, et portent un unique tubercule primaire très gros toutes les trois plaques (les autres plaques n'ont aucun tubercule) ; toutes les plaques s'étendent au-delà de la largeur ambulacraire. 
Les dépressions sphéridiales s'étendent au-delà de l'ambitus.  
Les zones interambulacraires sont composées de plaques pentagonales portant un tubercule primaire unique et massif. 
Les tubercules primaires sont perforés et crénulés, et les tubercules secondaires sont confinés à la périphérie des plaques. 
Le péristome est entouré d'encoches buccales peu profondes et arrondies. 
Les radioles (piquants) sont longues, fines et verticillées. Elles sont creuses, et l'intérieur montre un réseau de partitions horizontales et de piliers verticaux.
Ce genre semble d'apparition relativement récente, et est répandu dans les abysses des régions tropicales des trois principaux bassins océaniques. 

## Liste des espèces
Selon World Register of Marine Species (12 août 2015) :

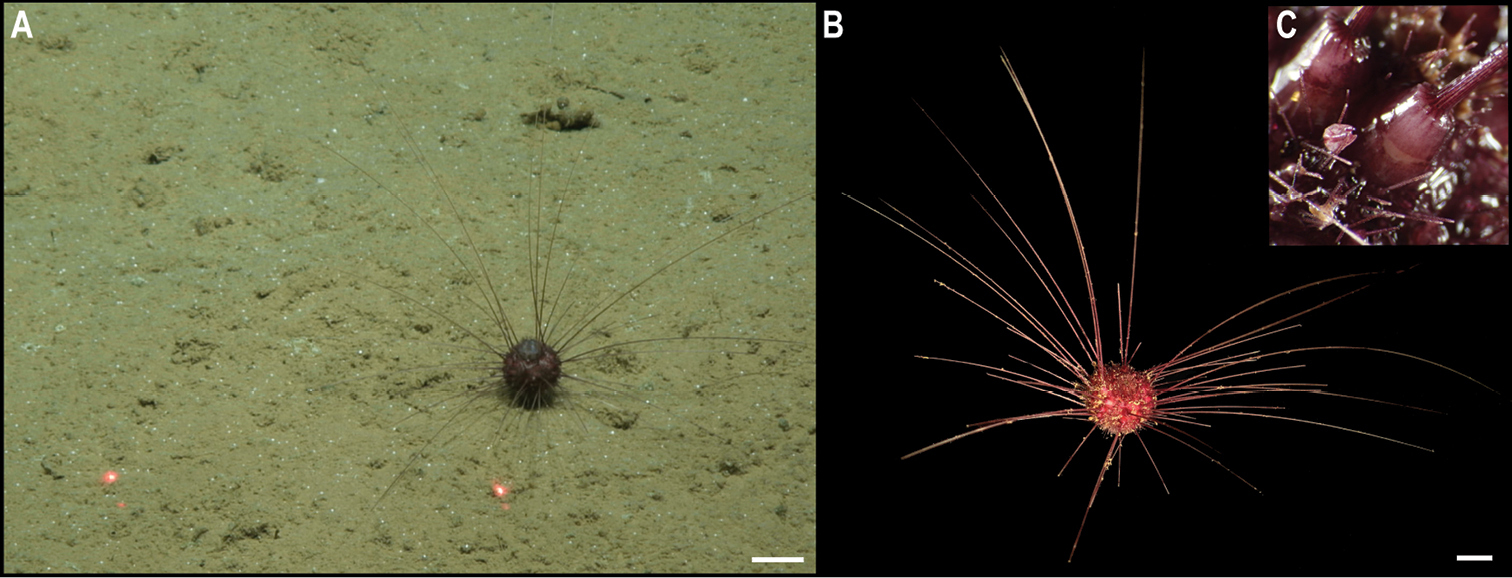
Plesiodiadema cf. globulosum.

- Plesiodiadema amphigymnum (de Meijere, 1902) -- Golfe de Boni
- Plesiodiadema antillarum (A. Agassiz, 1880) -- Caraïbes et Atlantique central
- Plesiodiadema globulosum (A. Agassiz, 1898) -- Abysses du Pacifique est
- Plesiodiadema horridum (A. Agassiz, 1898) -- Pacifique est
- Plesiodiadema indicum (Döderlein, 1900) -- Océan indien et Malaisie
- Plesiodiadema microtuberculatum (A. Agassiz, 1879) -- Indo-Pacifique (espèce-type)
- Plesiodiadema molle (Döderlein, 1901) -- Océan Indien